# Aïn Lechiekh
Aïn Lechiekh (în arabă عين االشياخ) este o comună din provincia Aïn Defla, Algeria.
Populația comunei este de 13.745 de locuitori (2008).